# NBA G League Finals Most Valuable Player Award
De NBA G League Finals Most Valuable Player Award is een jaarlijkse prijs die wordt uitgereikt aan de beste speler uit de finale van de NBA G League. De eerste winnaar was Elliot Williams in 2015 voor de Santa Cruz Warriors.

## Erelijst
| Seizoen | Speler                         | Club                           |
| ------- | ------------------------------ | ------------------------------ |
| 2014/15 | Elliot Williams                | Santa Cruz Warriors            |
| 2015/16 | Jarnell Stokes                 | Sioux Falls Skyforce           |
| 2016/17 | Pascal Siakam                  | Raptors 905                    |
| 2017/18 | Nick Johnson                   | Austin Spurs                   |
| 2018/19 | Isaiah Hartenstein             | Rio Grande Valley Vipers       |
| 2019/20 | Niet gehouden door covidcrisis | Niet gehouden door covidcrisis |
| 2020/21 | Devin Cannady                  | Lakeland Magic                 |
| 2021/22 | Trevelin Queen                 | Rio Grande Valley Vipers       |
| 2022/23 | Jaden Springer                 | Delaware Blue Coats            |
| 2023/24 | Ousmane Dieng                  | Oklahoma City Blue             |
| 2024/25 | Mason Jones                    | Stockton Kings                 |

## Winnaars per club
| Aantal | Club                     | Jaren      |
| ------ | ------------------------ | ---------- |
| 2      | Rio Grande Valley Vipers | 2019, 2022 |
| 1      | Santa Cruz Warriors      | 2015       |
| 1      | Sioux Falls Skyforce     | 2016       |
| 1      | Raptors 905              | 2017       |
| 1      | Austin Spurs             | 2018       |
| 1      | Lakeland Magic           | 2021       |
| 1      | Delaware Blue Coats      | 2023       |
| 1      | Oklahoma City Blue       | 2024       |